# Zyginopsis thankotensis
Zyginopsis thankotensis är en insektsart som först beskrevs av Thapa 1984.  Zyginopsis thankotensis ingår i släktet Zyginopsis och familjen dvärgstritar. Inga underarter finns listade i Catalogue of Life.